# 나이트 버스
《나이트 버스》(Notturno Bus, Night Bus)는 이탈리아에서 제작된 다비데 마렌고 감독의 2007년 코미디 영화이다. 지오바나 메조기오르노 등이 주연으로 출연하였다. 저예산 영화이지만 모두의 예상을 깨고 박스오피스 흥행에 성공하였다.

## 출연

### 주연
- 지오바나 메조기오르노
- 발레리오 마스딴드리아

### 조연
- 엔니오 판타스틱치니
- 로베르토 시트란
- 마리오 리베라
- 안나 로만토브스카
- 프란체스코 판노피노
- 이반 프래넥
- 안토니오 카타니아
- 이아이아 포르테
- 마르첼로 마자렐라
- 파올로 칼라브레시
- 마시모 드 산티스